# ドリーミング (歌手グループ)
ドリーミングは、日本の歌手ユニット。1988年10月に寺田 千代（てらだ ちよ）、寺田 嘉代（てらだ かよ）の双子姉妹によって結成。
童謡・唱歌・アニメソングを主に歌っており、特にテレビアニメ『それいけ!アンパンマン』の主題歌『アンパンマンのマーチ』の歌手として知られる。
2019年2月に嘉代が死去するも、活動は継続している。

## 概要
1963年1月8日生まれ、宮崎県宮崎市出身（出生は鹿児島県）。千代が姉、嘉代が妹にあたる。ともに国立音楽大学声楽科卒業。勝本章子、立川清登に師事。
1988年10月、『それいけ!アンパンマン』の主題歌「アンパンマンのマーチ」でCDデビュー。同曲はテレビアニメ『それいけ!アンパンマン』のオープニングテーマ曲として放送開始以来使用され続けている。2011年6月には、日本レコード協会から有料音楽配信「着うた」のミリオンセラー認定を受けた。
『アンパンマン』の楽曲を多数歌っており、その縁で声優としてゲスト出演することもある（2012年以降はアンパンマンの映画にシドロ&モドロ役で毎年ゲスト出演）。また映画が公開される際の舞台挨拶には毎年出演し、アンパンマンのマーチを歌っている。
日本テレビ系『ルックルックこんにちは』の「こころの歌」コーナー（毎週金曜日）に約3年半レギュラーとして出演し、童謡を歌っていたため、童謡・唱歌も得意としている。
近年は、オーケストラやアニメソング歌手ともたびたび共演していた。
2019年1月6日、妹の嘉代が脳出血を発症して突然倒れ、病院に搬送されて入院、治療を行っていたが同年1月31日午後7時17分に死去。以降は千代が単独でドリーミングとして活動している。
2020年、YouTubeチャンネル「それいけドリーミングちよチャンネルときどきかよチャンネル」を開設した。
2021年6月、Instagramのアカウントを開設した。

## 代表曲

### アンパンマン関連
オープニングテーマ
- アンパンマンのマーチ

エンディングテーマ
- 勇気りんりん※TVシリーズ・映画
- アンパンマンたいそう※オリジナルはCHA-CHA
- サンサンたいそう
- ドレミファ アンパンマン

映画挿入歌
- 勇気の花がひらくとき
- 勇気の花がひらくとき'99バージョン
- ヤーダ姫の冒険
- 森は枯れても
- とべ!とべ!ちびごん
- おりがみの歌
- 銀色の鳥
- 幸福のデュエット
- カレンなカレンダーガール
- ノンノンノッシー
- 入り口のない国
- 虹の星
- 海の白馬マリン
- かぼちゃんのバラード
- たましいの歌
- ゴミラの星
- とべ!とべ!ルビー
- まわれ歯ぐるま～ロールとローラ～
- つよさとは何?
- ドーリィのいのち
- シャボン玉のダンス
- リンリンのダンス
- ふたつの光～キララとキラリ～
- わからないカーナ
- 手のひらを太陽に
- シドロ・アンド・モドロ
- アンパンマンダンス
- りんごりんりん
- 勇気のルンダ
- 太陽がキラキラ
- アンパンマン音頭～よさこいソーランバージョン～
- 星にいのる（2018サマーサンバ・バージョン）

キャラクターソング
- あかちゃんまんのぼうけん
- ドキン・ドキン・ドキンちゃん
- とべ!カレーパンマン
- おなじみしょくぱんまん
- 走れ!SLマン
- 私はドキンちゃん
- とんでくるのは誰?
- タンポポちゃんの歌
- ドレミがだいすき!ドレミ姫
- ホラーマンメチャクチャ(コーラス)

### その他アニメ・ゲーム主題歌
- 時間をこえて（「T・Pぼん」オープニング）
- 伝えたい（「T・Pぼん」エンディング）
- ☆生命あるもの（「シートン動物記」オープニング）
- ユートピア（「シートン動物記」エンディング）
- がんばれ ガンバ（「ガンバとカワウソの冒険」オープニング）
- マジック・スクール・バス（「マジック・スクール・バス」オープニング）
- ごはんにしよう（「マジック・スクール・バス」エンディング）
- ふたごの牧場（ニンテンドー3DS用ソフト『牧場物語 ふたごの村+』イメージソング）

### オリジナルCD
- ラブコールベル（1993年6月1日発売。ドリーミング初のオリジナル曲）
- 祝・祭・日（1997年4月25日発売）
- 銀の星（『祝・祭・日』のB面。作詞・作曲：ドリーミング。デビュー前に制作した曲[4]）
- ドリーミング～夢のアルバム（2008年7月25日発売）
- ドリーミングと音楽会♪～オーケストラとうたうアンパンマンヒットソングス～(2013年10月2日発売)

## 声優
1990年
- それいけ!アンパンマン（かんたんシスターズ〈プラちゃん・マイちゃん〉、あおば人役）

2012年
- それいけ!アンパンマン リズムでてあそび アンパンマンとふしぎなパラソル（シドロ&モドロ役）

2013年
- それいけ!アンパンマン みんなでてあそび アンパンマンといたずらオバケ（シドロ&モドロ役）

2014年
- それいけ!アンパンマン たのしくてあそび ママになったコキンちゃん!?（シドロ&モドロ役）

2015年
- それいけ!アンパンマン リズムでうたおう! アンパンマン夏まつり（シドロ&モドロ役）

2016年
- それいけ!アンパンマン おもちゃの星のナンダとルンダ（シドロ&モドロ役）

2017年
- それいけ!アンパンマン ブルブルの宝探し大冒険!（シドロ&モドロ役）

2018年
- それいけ!アンパンマン かがやけ!クルンといのちの星（シドロ&モドロ役）

2019年
- それいけ!アンパンマン きらめけ!アイスの国のバニラ姫（シドロ&モドロ役）※これ以降千代の1人2役

2021年
- それいけ!アンパンマン ふわふわフワリーと雲の国 （シドロ&モドロ役）

2022年
- それいけ!アンパンマン ドロリンとバケ〜るカーニバル（シドロ&モドロ役）

2023年
- それいけ!アンパンマン ロボリィとぽかぽかプレゼント（シドロ&モドロ役）

## その他出演
- テレビ
  - 日本テレビ系「ルックルックこんにちは」金曜レギュラー（「こころの歌」のコーナー担当）
  - フジテレビ系「快進撃TVうたえモン」準レギュラー
- ラジオ
  - 「ドリーミングの元気100倍!」（RFラジオ日本）
  - 「ドリーミングナイト」（RFラジオ日本）
- YouTube
  - 慎チャンネル-石原慎一公式チャンネル-内
  - 「歌う！ブランチサミット」土曜レギュラー

## エッセイ
- ドリーミングのゆめ日記（2005年刊）